# 梁子璠
梁子璠（？—？），號辉岳，广东广州府南海县人。明朝政治人物。

## 生平
萬曆三十七年（1609年）己酉科广东鄉試舉人，天啓二年（1622年）壬戌科進士。授苍梧县知县，逐积蠹，革陋规，凡病民者悉请裁省，上官知其廉，檄榷梧厂，正额外无苛取，商旅悦之。崇祯元年擢四川道监察御史，疏紏原任督理辽饷户部尚书黄运泰、兵部尚书阎鸣泰、原任吏部尚书周应秋、李夔龙为阉党，皆令各禠职为民。二年十月长芦巡盐。后以论事廷杖谪戍，寻放还卒，梧民建祠祀之。